# مزاحم عبد الحميد الشتر
مزاحم عبد الحميد محمد صالح الشتر (1955 - 1982) هو أولُ شهيدٍ بحريني في سبيل القضية الفلسطينية، كان قد التحق بصفوف حركة التحرير الوطني الفلسطيني (فتح) عام 1978، واستُشهد خلال الغزو الإسرائيلي للبنان عام 1982.

## حياته
وُلد مزاحم في حي فريج الحطب بالمنامة عام 1955. درس الابتدائية في مدرسة أبو بكر الصديق بالمنامة، وأكمل دراسته الثانوية بمدرسة المنامة الثانوية. بعد أن أكمل دراسته الثانوية التحق بصفوف المقاومة الفلسطينية ضمن حركة التحرير الوطني الفلسطيني (فتح) في عام 1978، حيث شارك في قتال الجيش الصهيوني أثناء الاجتياح الأول للبنان عام 1978. عاد بعدها إلى البحرين ليخدم في قوة دفاع البحرين، وبعدها توجه للعمل في جيش الإمارات العربية المتحدة، واستمر فيه حتى الغزو الإسرائيلي للبنان في 4 يونيو (حزيران) 1982، حيث توجه للبنان وشارك في القتال مع المقاومة الفلسطينية، حتى استُشهد في مدينة النبطية بتاريخ 21 يونيو (حزيران) 1982، حيث دُفن في مقابر الشهداء في منطقة النبطية.
يذكرُ السياسي البحريني عبد الهادي خلف أنَّ حكومة البحرين رفضت في ذلك الوقت استقبال جثمان مزاحم، حيث قال «لقد رأيتُ الأخ أبو عمار حزيناً عدة مرات طوال الفترة الأشهر الثلاثة العصيبة من يونيو وحتى سبتمبر عام 1982 ولكنني لم أره في حالة الحزن المشبوب بالغضب حين أبلغه مساعدوه بردّ حكومة البحريْن الرافض لاستقبال جثمان الشهيد مزاحم عبدالحميد الشتر وابن المنامة وابن فريق الحطب وابن فريق كانو».
يقول عنه السياسي البحريني إبراهيم بشمي «إن مزاحم عبدالحميد محمد صالح الشتر، من فريق (حي) الحطب بالمنامة، وكان الفريق بطابعه ينتمي للقوميين العرب، ولكن ليس بشكل منظم، ولكن كانت الروح القومية غالبة عليه، والمعروف أن التنظيم تشكل منذ الستينيات، والحي الذي يسكنون فيه مختلط بجميع الطوائف البحرينية وبالتالي نما مزاحم في ظل تلك الروح القومية التي جعلته يلتحق بالمقاومة الفلسطينية عام 1982م، حيث استشهد مع المقاومة الفلسطينية في لبنان أثناء الاجتياح الصهيوني في 21 يونيو 1982».
أطلقت الإمارات العربية المتحدة اسمه على شارعٍ في مدينة الشارقة.
ظهر اسم مزاحم الشتر عبر مواقع التواصل الإجتماعي ردًا على اتفاق التطبيع البحريني الإسرائيلي، ومنها «غريباً وسط رفاق سلاحه، بقي جثمان البحريني مزاحم عبد الحميد الشتر منتظرا في مقبرة النبطية منذ عقود، بعد أن رفضت مشيخة البحرين استلام جثة شهيد المواجهة الصعبة لاجتياح 1982 من المقاومة الفلسطينية»، وأيضًا «شهيدنا مزاحم الشتر استشهد مقاوماً ودفن في مقبر الشهداء اثناء الاجتياح الصهيوني لبيروت عام 1982، وذلك اثناء تصديه لرتل عسكري صهيوني بواسطة سلاح مدفعية. سنبقى اوفياء لهذا الدم. #التطبيع_خيانة #بحرينيون_ضد_التطبيع».